# VV Elinkwijk in het seizoen 1961/62
Het seizoen 1961/1962 was het achtste jaar in het bestaan van de Utrechtse betaaldvoetbalclub Elinkwijk. De club kwam uit in de Nederlandse Eerste divisie B en eindigde daarin op de derde plaats. Tevens deed de club mee aan het toernooi om de KNVB beker, hierin werd in de derde ronde verloren van DOS (1–3).

## Wedstrijdstatistieken

### Eerste divisie B
|       | Be Quick | EBOH  | Enschedese Boys | Excelsior | Heerenveen | Heracles | Hermes DVS | Hilversum | HVC   | Limburgia | NOAD  | RBC   | SHS   | VSV   | Wageningen | Wilhelmina | ZFC   |
| ----- | -------- | ----- | --------------- | --------- | ---------- | -------- | ---------- | --------- | ----- | --------- | ----- | ----- | ----- | ----- | ---------- | ---------- | ----- |
| Thuis | 3 – 2    | 8 – 2 | 1 – 0           | 1 – 1     | 2 – 0      | 4 – 1    | 2 – 1      | 3 – 2     | 2 – 1 | 4 – 2     | 1 – 0 | 0 – 1 | 1 – 0 | 2 – 2 | 1 – 5      | 4 – 2      | 4 – 2 |
| Uit   | 3 – 3    | 1 – 1 | 1 – 2           | 3 – 1     | 3 – 1      | 3 – 0    | 0 – 1      | 0 – 1     | 2 – 4 | 0 – 1     | 1 – 1 | 3 – 0 | 2 – 2 | 4 – 3 | 2 – 1      | 2 – 1      | 1 – 2 |

### KNVB beker
| 2e ronde                                           | Elinkwijk                                           | 2 – 1 (2 – 0) | Xerxes            |
| 31 maart 1962 Plaats: Utrecht Amsterdamsestraatweg | Ben Zweers 5' Jozef Siahaya 63'                     |               | Martin Snoeck 40' |
| 3e ronde                                           | DOS                                                 | 3 – 1 (1 – 1) | Elinkwijk         |
| 28 april 1962 Plaats: Utrecht Amsterdamsestraatweg | Theo Verkuyl 12' Wim Visser 70' Bert Theunissen 85' |               | 9' Jan de Jongh   |

## Statistieken Elinkwijk 1961/1962

### Eindstand Elinkwijk in de Nederlandse Eerste divisie B 1961 / 1962
| Stand | Gespeeld | Gewonnen | Gelijk | Verloren | Punten | Doelpunten voor | Doelpunten tegen |
| ----- | -------- | -------- | ------ | -------- | ------ | --------------- | ---------------- |
| 3e    | 34       | 19       | 6      | 9        | 44     | 68              | 54               |

### Topscorers
| #                 | Naam               | Goal |
| ----------------- | ------------------ | ---- |
| 1.                | Henny van Egdom    | 19   |
| 2.                | Jan de Jongh       | 13   |
| 3.                | Michel Kruin       | 12   |
| 4.                | Theo Kraan         | 8    |
| 5.                | Ben Zweers         | 7    |
| 6.                | Louk Kragten       | 3    |
| 7.                | Jozef Siahaya      | 2    |
| 8.                | Andries Nagtegaal  | 1    |
| 8.                | Tonnie Nieuwenhuys | 1    |
| 8.                | Chris Oomen        | 1    |
| Onbekend doelpunt |                    |      |
| –                 | Onbekend           | 1    |
| Totaal            | Totaal             | 68   |

| #      | Naam          | Goal |
| ------ | ------------- | ---- |
| 1.     | Jan de Jongh  | 1    |
| 1.     | Jozef Siahaya | 1    |
| 1.     | Ben Zweers    | 1    |
| Totaal | Totaal        | 3    |